# 美國職棒大聯盟臺灣球員列表

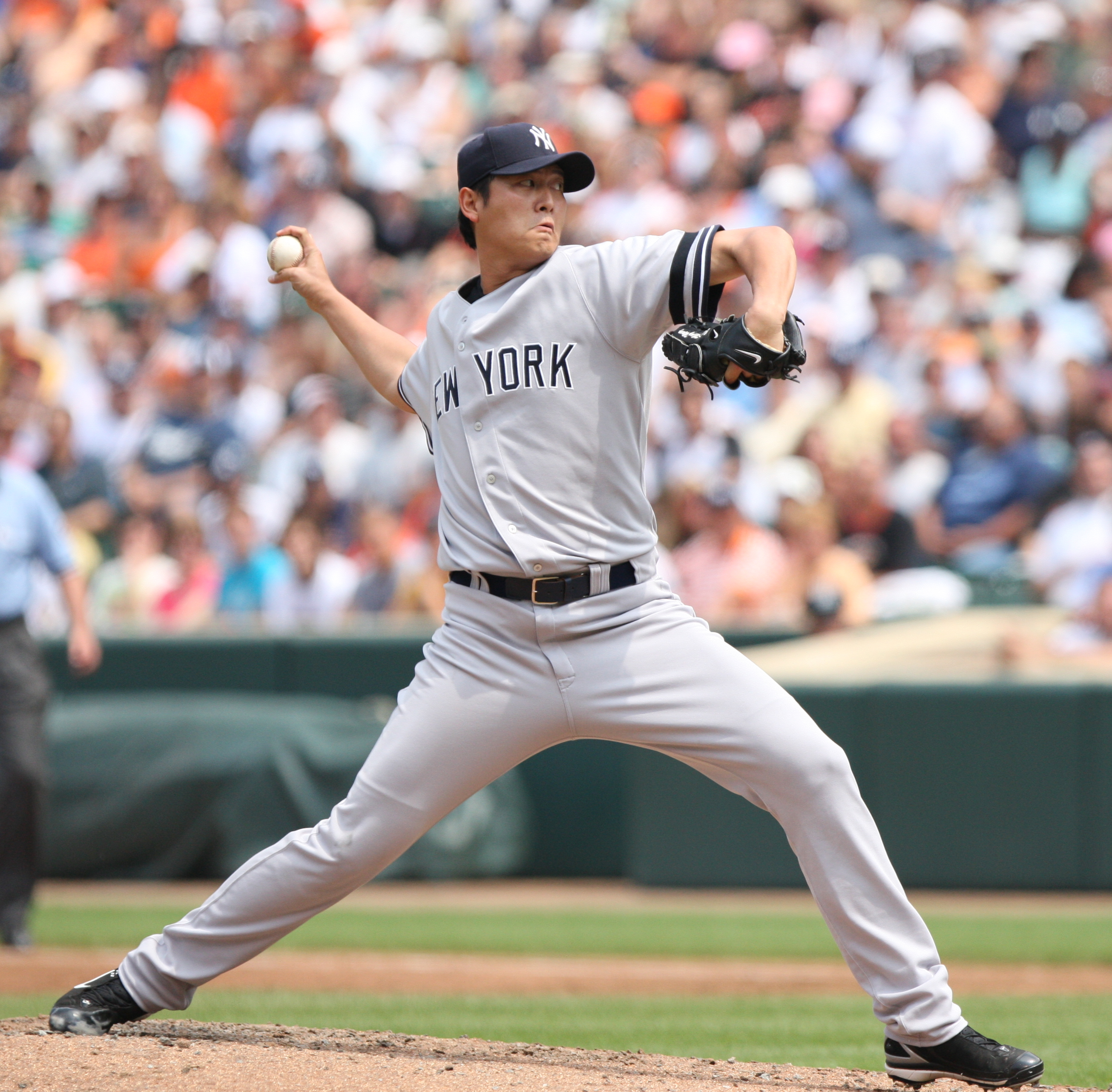
王建民為台灣投手在大聯盟中累計勝投最高者。

直至2025年賽季為止，一共有18名臺灣出生的球員於美國職業棒球大聯盟出賽。
效力洛杉磯道奇的陳金鋒於2002年成為台灣首位在例行賽中擁有出賽紀錄的選手，並因此帶起台灣球員旅美之風潮。
而王建民在大聯盟的9個球季累計68勝（34敗），是台灣投手在大聯盟中累計勝投最高者。許多臺灣媒體在報導王建民的新聞時，常稱其為「臺灣之光」。美國媒體則稱之為「Star of Taiwan」、「Taiwan lightning」並稱王引起的風潮為「王建民現象」。
道奇舉辦過不少活動與洛杉磯的台灣裔美國人聯繫，包括2010年5月22日的「台灣日」，同時也和底特律老虎進行跨聯盟比賽，道奇體育場湧進8百多名台灣球迷，為倪福德跟郭泓志加油，而他們都以中繼身份上場，2人都沒有失分，表現稱職。
而2011年胡金龍加盟紐約大都會有開拓台僑票房的考慮，位處皇后區的花旗球場距離亞洲以外最多華人聚集的法拉盛地區相當近 過去台灣駐紐約辦事處多次參與大都會舉辦「台灣日」，特別是郭泓志隨道奇造訪時，都會吸引眾多台僑入場觀戰，引起球隊高度重視。這是自2005年起連續14年舉辦，這不但是目前大聯盟球隊唯一仍在續辦的「台灣日」活動，辦理次數也是30支球隊中之最。
2025年4月初，匹茲堡海盜的鄭宗哲升上大聯盟。

## 現役球員
| 球員   | 位置   | 初登場        | 大聯盟球隊          | 狀態     | 備註 |
| ------ | ------ | ------------- | ------------------- | -------- | ---- |
| 鄧愷威 | 投手   | 2024年3月31日 | 舊金山巨人（2024–） | 當前名單 |      |
| 鄭宗哲 | 內野手 | 2025年4月9日  | 匹茲堡海盜（2025–） | 小聯盟3A |      |

## 過去球員

### 名單
| 選手                       | 位置   | 大聯盟球隊經歷                                                                | 備註 |
| -------------------------- | ------ | ----------------------------------------------------------------------------- | --- |
| 陳金鋒 （Chin-Feng Chen）  | 外野手 | 道奇（2002─2005）                                                             | 台灣第一人 2022年起擔任富邦悍將球團二軍總教練，2024年接任富邦悍將總教練                                    |
| 曹錦輝 （Chin-Hui Tsao）   | 投手   | 洛磯（2003─2005） 道奇（2007、2015─2016）                                     | 2017年6月9日自美國獨立聯盟長島鴨退休。 現在於臺灣經營潮司博（TsaoSports）運動培訓服務。                    |
| 王建民 （Chien-Ming Wang） | 投手   | 洋基（2005─2009） 國民（2011─2012） 藍鳥（2013） 皇家（2016）                 | 連兩季19勝（2006、2007） 2021年起擔任中華職棒中信兄弟二軍投手教練 2023年起擔任中華職棒中信兄弟一軍投手教練 |
| 郭泓志 （Hong-Chih Kuo）   | 投手   | 道奇（2005─2011）                                                             | MLB全明星賽×1 2018年自中華職棒富邦悍將退休，現於台南經營健身館                                             |
| 胡金龍 （Chin-Lung Hu）    | 內野手 | 道奇（2007─2010） 大都會（2011）                                              | 現役中華職業棒球大聯盟統一7-ELEVEn獅                                                                       |
| 倪福德 （Fu-Te Ni）        | 投手   | 老虎（2009─2010）                                                             | 臺灣成棒甲組安永鮮物棒球隊投手教練                                                                         |
| 陳偉殷 （Wei-Yin Chen）    | 投手   | 金鶯（2012─2015） 馬林魚（2016─2019）                                         | 2025年宣布退休                                                                                             |
| 林哲瑄 （Che-Hsuan Lin）   | 外野手 | 紅襪（2012）                                                                  | 現役中華職業棒球大聯盟富邦悍將                                                                             |
| 李振昌 （Chen-Chang Lee）  | 投手   | 印地安人（2013─2015）                                                         | 現役中華職業棒球大聯盟中信兄弟                                                                             |
| 羅嘉仁 （Chia-Jen Lo）     | 投手   | 太空人（2013）                                                                | 現役中華職業棒球大聯盟味全龍二軍復健教練                                                                   |
| 王維中 （Wei-Chung Wang）  | 投手   | 釀酒人（2014、2017） 運動家（2019） 海盜（2019）                              | 現役中華職業棒球大聯盟味全龍                                                                               |
| 胡智爲 （Chih-Wei Hu）     | 投手   | 光芒（2017─2018）                                                             | 現役中華職業棒球大聯盟統一7-ELEVEn獅                                                                       |
| 林子偉 （Tzu-Wei Lin）     | 內野手 | 紅襪 （2017─2020） 雙城 （2021）                                              | 現役中華職業棒球大聯盟樂天桃猿                                                                             |
| 曾仁和 （Jen-Ho Tseng）    | 投手   | 小熊（2017─2018）                                                             | 現役中華職業棒球大聯盟樂天桃猿                                                                             |
| 黃暐傑 （Wei-Chieh Huang） | 投手   | 遊騎兵（2019）                                                                | 現役中華職業棒球大聯盟味全龍                                                                               |
| 張育成 （Yu-Cheng Chang）  | 內野手 | 印地安人 / 守護者（2019─2022） 海盜 （2022） 光芒 （2022） 紅襪 （2022─2023） | 現役中華職業棒球大聯盟富邦悍將                                                                             |

## 現在或曾經有台灣選手的MLB球隊
| 球隊             | 台灣選手                       |
| ---------------- | ------------------------------ |
| 多倫多藍鳥       | 王建民                         |
| 波士頓紅襪       | 林哲瑄、林子偉、張育成         |
| 紐約洋基         | 王建民                         |
| 巴爾的摩金鶯     | 陳偉殷                         |
| 坦帕灣光芒       | 胡智為、張育成                 |
| 底特律老虎       | 倪福德                         |
| 克里夫蘭印地安人 | 李振昌、張育成                 |
| 明尼蘇達雙城     | 林子偉                         |
| 堪薩斯皇家       | 王建民                         |
| 奧克蘭運動家     | 王維中                         |
| 德州遊騎兵       | 黃暐傑                         |
| 休士頓太空人     | 羅嘉仁                         |
| 紐約大都會       | 胡金龍、林子偉                 |
| 華盛頓國民       | 王建民                         |
| 邁阿密馬林魚     | 陳偉殷                         |
| 密爾瓦基釀酒人   | 王維中                         |
| 芝加哥小熊       | 曾仁和                         |
| 洛杉磯道奇       | 陳金鋒、郭泓志、胡金龍、曹錦輝 |
| 科羅拉多落磯     | 曹錦輝                         |
| 匹茲堡海盜       | 王維中、張育成、鄭宗哲         |
| 舊金山巨人       | 鄧愷威                         |

總計台灣上過MLB的有18位，有21支大聯盟球隊擁有或曾擁有台灣選手。